# Tadeusz Krupiński (antropolog)

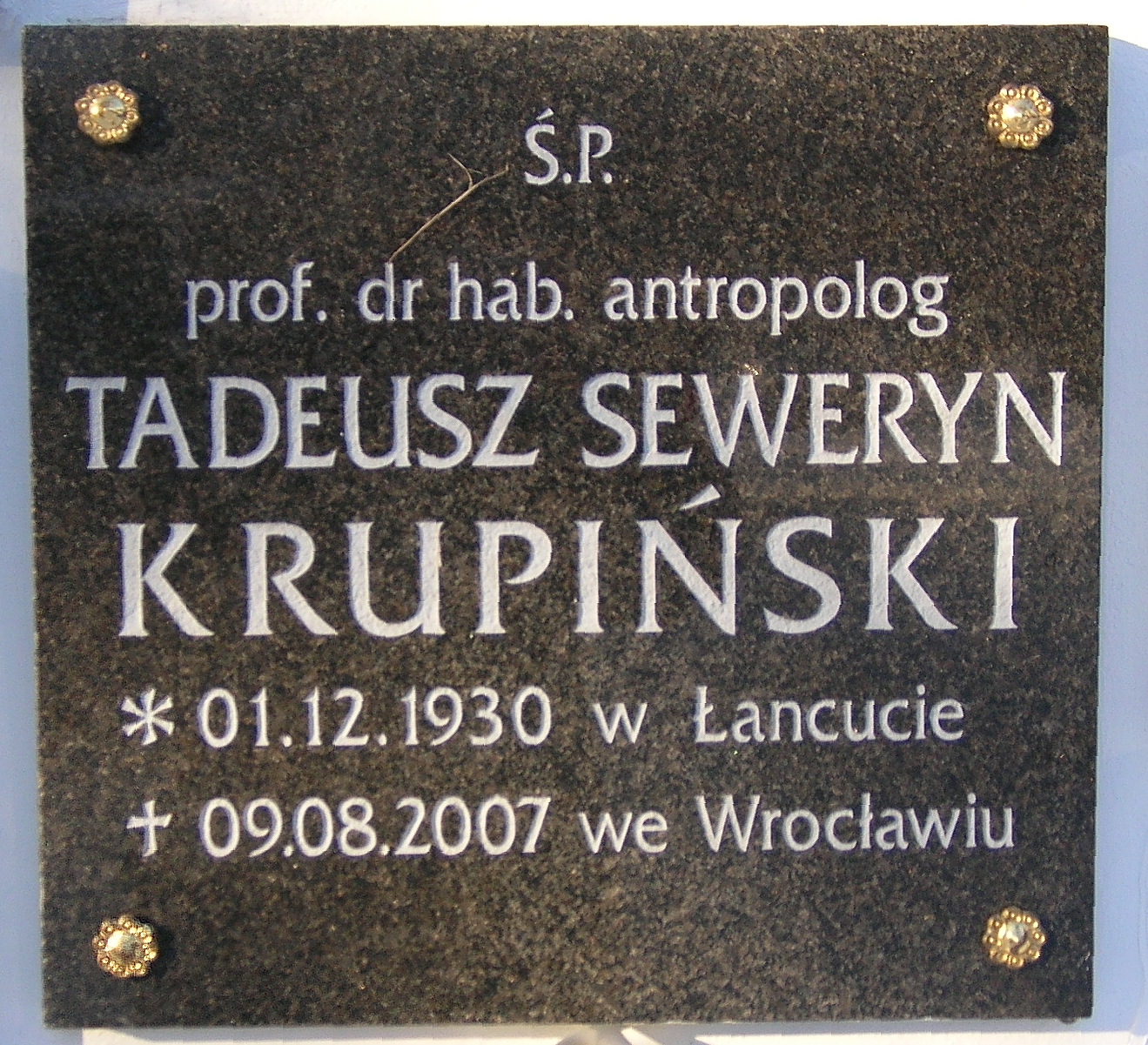
Tablica pw. Najświętszej Maryi Panny Matki Pocieszenia (ul. Wittiga, kościół Redemptorystów) we Wrocławiu

Tadeusz Seweryn Krupiński (ur. 1 grudnia 1930 w Łańcucie, zm. 9 sierpnia 2007 we Wrocławiu) – polski antropolog, profesor zwyczajny doktor habilitowany, wykładowca akademicki, promotor prac doktorskich, autor publikacji naukowych. Członek i przewodniczący Komitetu Antropologii PAN oraz członek Komitetu Ergonomii PAN.
W 1956 ukończył studia na Wydziale Nauk Przyrodniczych Uniwersytetu Wrocławskiego, gdzie uzyskał też doktorat w 1962, habilitację w 1973. Profesorem nadzwyczajnym został w 1978 i zwyczajnym w 1995. Dziekan Wydziału Nauk Przyrodniczych Uniwersytetu Wrocławskiego w latach 1981–1987 i 1990–1996, kierownik Zakładu Antropologii Uniwersytetu Wrocławskiego w latach 1971–1999, członek Senatu Uniwersyteckiego. Był członkiem honorowym Polskiego Towarzystwa Antropologicznego, członkiem Prymasowskiej Rady Społecznej oraz przewodniczącym Arcybiskupiej Rady Społecznej.
Pochowany 13 sierpnia 2007 na cmentarzu św. Wawrzyńca we Wrocławiu.

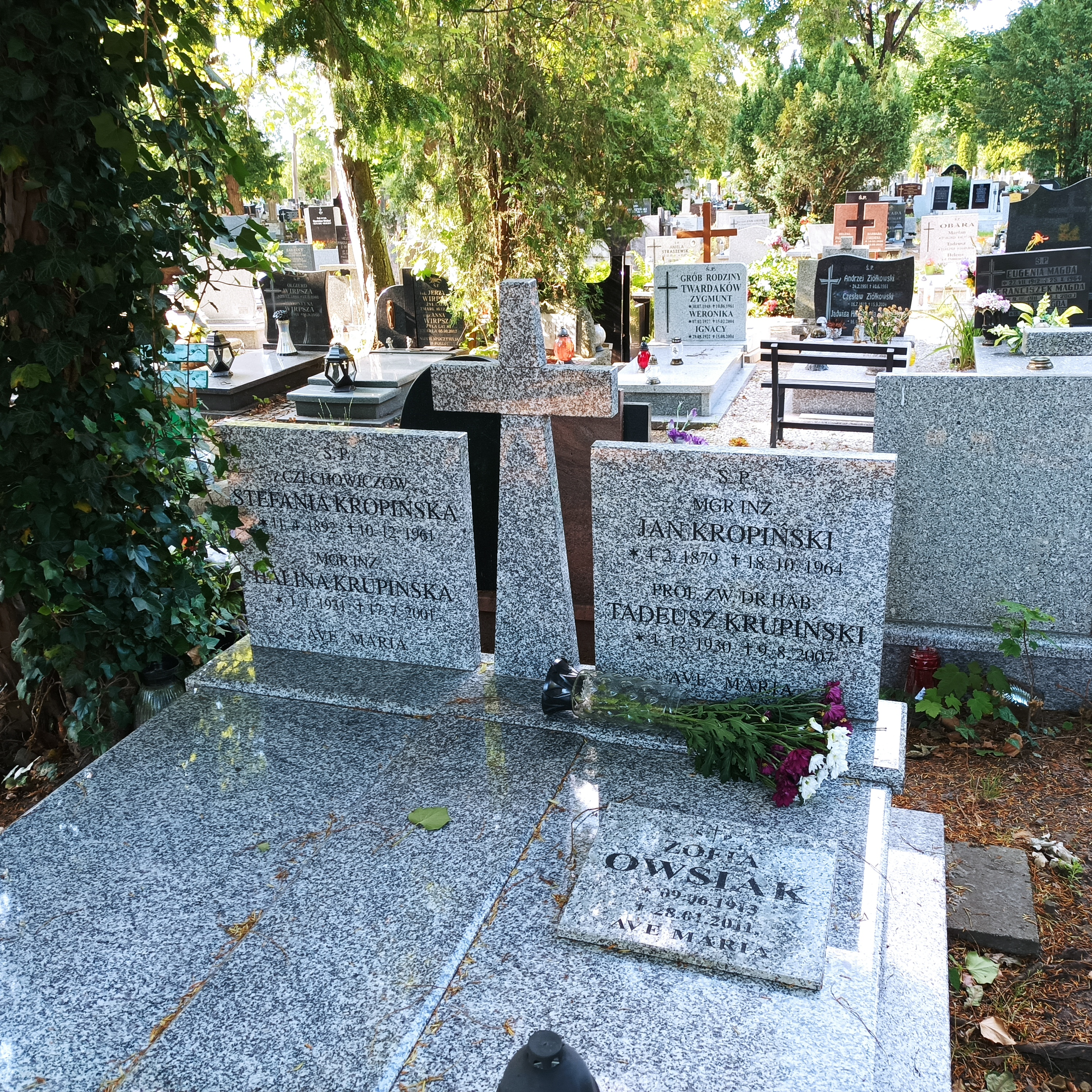
Grób prof. Tadeusza Krupińskiego na cmentarzu św. Wawrzyńca we Wrocławiu

## Ordery i odznaczenia
- Krzyż Oficerski Orderu Odrodzenia Polski
- Krzyż Kawalerski Orderu Odrodzenia Polski
- Medal Komisji Edukacji Narodowej
- Złoty Medal Uniwersytetu Wrocławskiego